# Fire (SHINeeの曲)
「Fire」（ふぁいあー）は韓国の男性5人組アイドルグループ、SHINeeの日本7枚目のシングル。2013年3月13日にEMIミュージック・ジャパンから発売された。

## 解説
初回限定盤（CD+DVD）と通常盤（CD ONLY）の2形態リリース。「Fire」は作詞をいしわたり淳治が、トラックメーカーをBACHLOGICが、ソングライターをSHIKATAとエリック・リボムが、ミックスを D.O.I.が、マスタリングを柴晃浩が担当した日本オリジナル曲。初回盤にはフォトブックレット16Pが、初回盤および通常盤の共通特典としてトレーディングカードとステッカー、「Fire」SHOWCASE応募チラシが付属する。

## 収録曲

### CD
1. Fire
TBS「マツコの知らない世界」エンディングテーマ
2. MOON RIVER WALTZ
3. Fire (Instrumental)
4. MOON RIVER WALTZ (Instrumental)

- 初回盤にはM-1、2を、通常盤にはM-1～4を収録。

### DVD
1. Fire Music Video
2. Fire Music Video (Lip-Synch Ver.)
3. Fire Jacket & Music Video shooting Sketch